# Simard, Saône-et-Loire
Simard este o comună în departamentul Saône-et-Loire, Franța. În 2009 avea o populație de 1.133 de locuitori.

## Evoluția populației
| An        | 1975 | 1982 | 1990 | 1999 | 2006  | 2009  |
| --------- | ---- | ---- | ---- | ---- | ----- | ----- |
| Populație | 942  | 997  | 944  | 877  | 1.058 | 1.133 |